# John William Holman Rehn
John William Holman Rehn (* 14. Juni 1915 in Philadelphia; † 12. Oktober 1983 in Montclair) war ein amerikanischer Entomologe.
Rehn wurde in Philadelphia als Sohn von Dorothy D. und James Abram Garfield Rehn geboren. Inspiriert durch seinen Vater, der an der Academy of Natural Sciences in Philadelphia als taxonomisch spezialisierter Entomologe besonders an Heuschrecken (Orthoptera), Gespenstschrecken (Phasmatodea), Fangschrecken (Mantodea) und Schaben (Blattodea) der Neuen Welt arbeitete, interessierte er sich schon früh für Insekten. Gemeinsam mit seinem Vater veröffentlichte er in den Jahren 1934 bis 1945 taxonomische Arbeiten und 1951 die Beschreibung zweier Schabenarten.
John William Holman Rehn war seit dem 14. September 1940 mit Carroll Lee Brewer (* 1914; † 2000) verheiratet. Er gab die Wissenschaft für eine Karriere in der US-Army auf und starb am 12. Oktober 1983 im Alter von 68 Jahren in Montclair (New Jersey). Sein Grab befindet sich auf dem Glenwood Friedhof in Washington, D.C.
Rehn beschrieb gemeinsam mit seinem Vater 45 Heuschrecken-Arten, von denen bis heute 42 gültig sind, sowie 15 Gattungen bzw. Untergattungen, von denen 13 bis heute Bestand haben, und 10 höhere Taxa, wie Unterfamilien, Triben und Gattungsgruppen, von denen noch 4 gültig sind (Stand November 2024). Als alleiniger Autor beschrieb er 1938 die Heuschrecke Tonkinacris omei, von der sich später herausstellte, dass diese bereits 1937 als Tonkinacris sinensis beschrieben worden war. Mit seinem Vater beschrieb er 28 größtenteils bis heute gültige Gespenstschreckenarten sowie 7 Gattungen bzw. Untergattungen und eine Tribus dieser Ordnung. Als alleiniger Autor beschrieb er die Gespentschreckenart Hovaspectrum lobipes (heutiger Name Achrioptera lobipes) und deren mittlerweile synonymisierte Gattung Hovaspectrum sowie die ebenfalls synonymisierte Haaniella echidna (heute Syn. zu Haaniella saussurei). Außerdem beschrieb er die Fangschrecke Paraphotina insolita sowie die synonymisierte Fangschreckengattung Guaraunia und in seiner letzten taxonomischen Arbeit 1951 mit Aspiduchus borinquen und Aspiduchus cavernicola zwei Schabenarten.